# Ceriana bellardii
Ceriana bellardii är en tvåvingeart som först beskrevs av Shannon 1925.  Ceriana bellardii ingår i släktet griffelblomflugor, och familjen blomflugor.
Artens utbredningsområde är Texas. Inga underarter finns listade i Catalogue of Life.